# Maurycy Gosławski

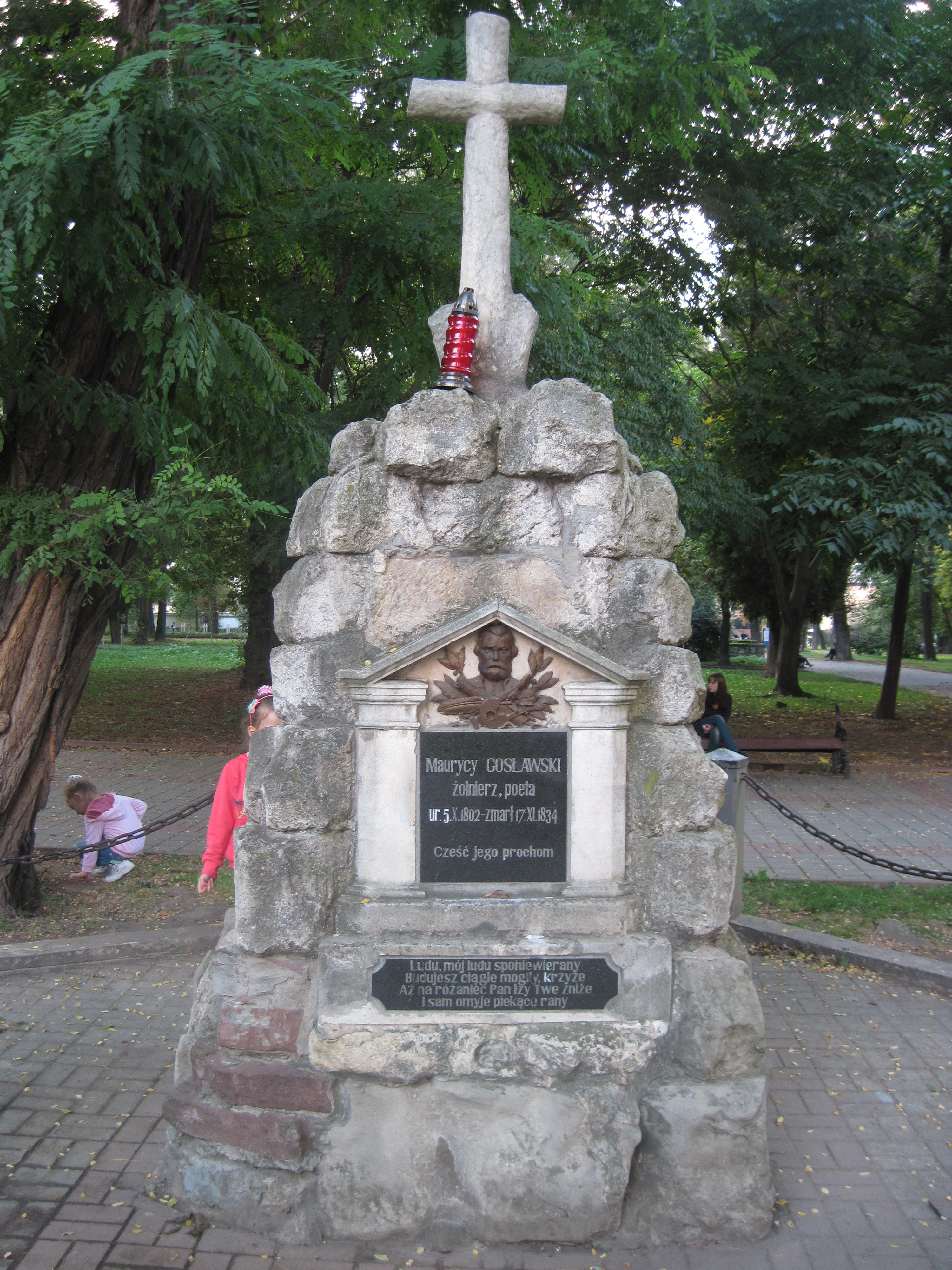
Nagrobek w Stanisławowie

Maurycy Gosławski (ur. 5 października 1802 we Franpolu, na Podolu, zm. 17 listopada 1834 w Stanisławowie) – polski poeta, uczestnik kampanii tureckiej, powstaniec listopadowy.

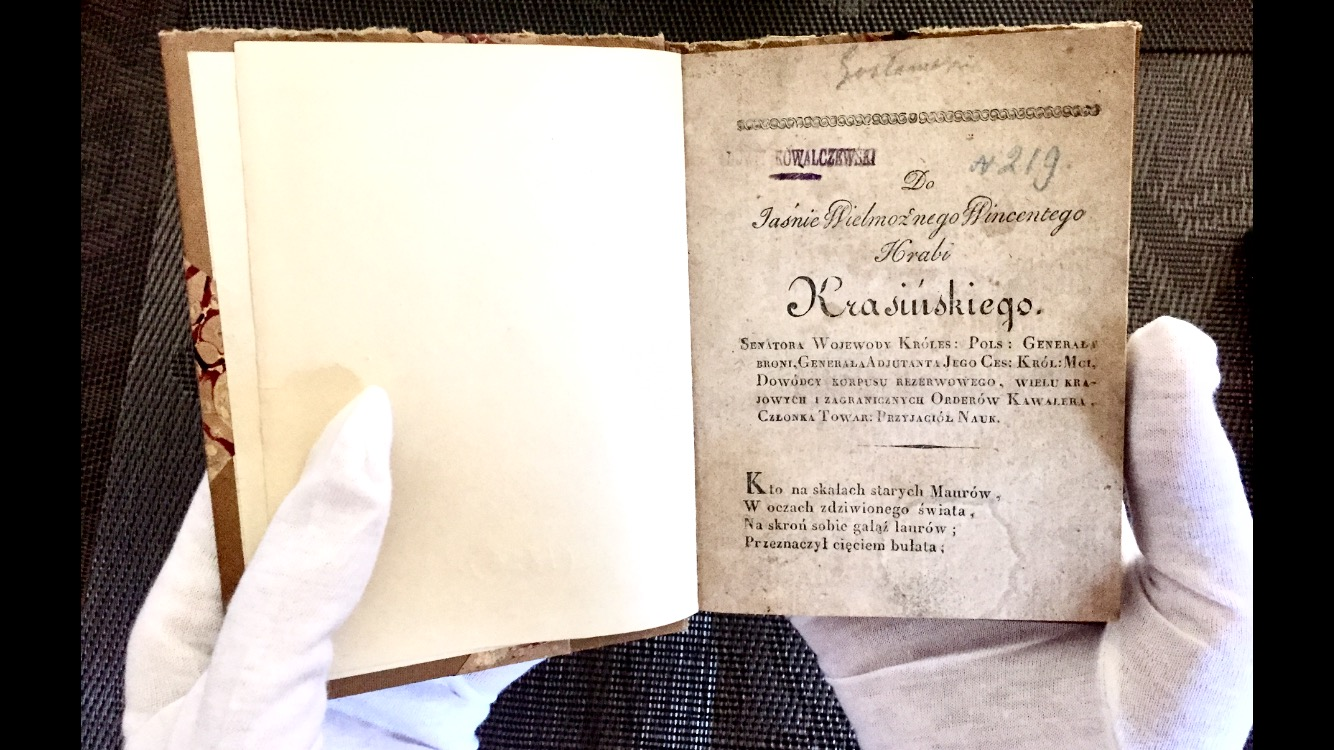
Maurycy Gosławski, Poezyje z 1826. Debiut literacki, pierwodruk nakładem autora. Dedykowany generałowi senatorowi Wincentemu Krasińskiemu. Gosławski rozdawał ten druk wśród przyjaciół, jednak po zdradzie Krasińskiego wszystkie egzemplarze odbierał i niszczył. Unikatowy egzemplarz z księgozbioru Ludwika Kowalczewskiego (obecnie kolekcja prywatna w Warszawie

## Życie i twórczość

### Pochodzenie i edukacja
Urodził się we Franpolu (obecnie: Kosohirka) w ubogiej rodzinie szlacheckiej. Jego ojciec był rządcą dóbr na Podolu. Maurycy Gosławski uczęszczał do szkół w Winnicy i Kamieńcu Podolskim, a następnie do Liceum Krzemienieckiego.

### Lata 20.
Pracę rozpoczął po ukończeniu edukacji w Liceum Krzemienieckim jako nauczyciel prywatny w rodzinach ziemiańskich na Podolu. W latach 1825–1826 pracował u rodziny p. Michalskich w Kordyszówce. W 1827 przeprowadził się do Warszawy, gdzie został urzędnikiem w kancelarii Wielkiego Księcia Konstantego.
W 1828 opublikował swoje poematy pt. Urojenia i Leszek w Dzienniku Warszawskim. W tym samym roku rozpoczął służbę w kancelarii sztabu gen. Dybicza. Pod jego dowództwem uczestniczył w kampanii na Bałkanach. Po jej zakończeniu powrócił do Warszawy.

### Lata 30.
Na wieść o wybuchu powstania w 1830 wstąpił do oddziałów polskich. Służył w Legii Pieszej Litewsko-Ruskiej, w randze podporucznika. Przebywał aż do końca w oblężonym Zamościu i pozostał jednym z siedmiu ostatnich oficerów przeciwnych poddaniu twierdzy. Po kapitulacji został zesłany w głąb Imperium Rosyjskiego, jednak zdołał zbiec do Galicji. Przebywał tam pod przybranym nazwiskiem, jako Maurycy Jasiński. Ukrywał się we Lwowie, potem osiadł w cyrkule czortkowskim, a następnie udał się do Francji. Po powrocie trafił do konspiracyjnych oddziałów Józefa Zaliwskiego. Wraz z nimi przeprawił się na lewą stronę Zbrucza, jednak wkrótce potem został ujęty przez carską policję. Najpierw przebywał w więzieniu w Zaleszczykach, potem przeniesiono go do Stanisławowa, gdzie przetrzymywano go w dawnym klasztorze oo. Trynitarzy. Przeniesienie do Stanisławowa okazało się dla Maurycego Gosławskiego zmianą negatywną – traktowany był jak zbrodniarz, utrudniono mu dostęp do pomocy medycznej. 17 listopada 1834 zmarł na tyfus, którym zaraził się od znajdującego się pod jego opieką chorego towarzysza.

## Miejsce spoczynku
Władze usiłowały utrzymać jego śmierć w tajemnicy, jednak lokalna społeczność dowiedziała się o jego zgonie i tłumnie przybyli na pogrzeb, co przekreśliło plan starosty, aby pochować Gosławskiego potajemnie.
W 1879 na cmentarzu katolickim przy ul. Sapieżyńskiej w Stanisławowie dzięki staraniom burmistrza Ignacego Kamińskiego oraz dyrektora Kasy Oszczędnościowej Felicyana Milerowicza odsłonięto pomnik ku czci Maurycego Gosławskiego. Pomnik ten jako jeden z nielicznych uniknął wyburzenia cmentarza w okresie Ukraińskiej SRR w latach 80. XX wieku.